# هارولد ریمیس
هارولد الن رامیس (به انگلیسی: Harold Allen Ramis) (زاده ۱۹۴۴ - درگذشته ۲۰۱۴) بازیگر و کارگردان آمریکایی بود. وی بیشتر به خاطر فعالیتش در فیلم‌های کمدی شناخته می‌شود.

## بازیگری
| سال  | عنوان                          | نقش                                 | سمت                             |
| ---- | ------------------------------ | ----------------------------------- | ------------------------------- |
| ۱۹۸۱ | Stripes                        | Russell Ziskey                      | نویسنده                         |
| ۱۹۸۱ | هوی متال                       | Zeke                                | صداپیشه                         |
| ۱۹۸۳ | National Lampoon's Vacation    | Marty Moose                         | Voice Uncredited کارگردان       |
| ۱۹۸۴ | شکارچیان روح                   | Dr. Egon Spengler                   | نویسنده                         |
| ۱۹۸۷ | Baby Boom                      | Steven Bochner                      |                                 |
| ۱۹۸۸ | دزدی خانه                      | Alan Appleby                        |                                 |
| ۱۹۸۹ | شکارچیان روح ۲                 | Dr. Egon Spengler                   | نویسنده                         |
| ۱۹۹۰ | The Earth Day Special          | Dr. Elon Spengler (Brother of Egon) |                                 |
| ۱۹۹۳ | روز گراندهاگ(موش خرما)         | Neurologist                         | نویسنده، کارگردان، تهیه‌کننده    |
| ۱۹۹۴ | Airheads                       | Chris Moore                         |                                 |
| ۱۹۹۴ | رابطه عاشقانه                  | Sheldon Blumenthal                  |                                 |
| ۱۹۹۷ | بهتر از این نمی‌شه              | Dr. Martin Bettes                   |                                 |
| ۱۹۹۹ | تحلیل این                      |                                     | نویسنده، کارگردان، تهیه‌کننده    |
| ۲۰۰۰ | وفاداری بزرگ                   | Rob's Dad                           | صحنه‌ها حذف شد                   |
| ۲۰۰۲ | تحلیل آن                       |                                     | نویسنده، کارگردان، تهیه‌کننده    |
| ۲۰۰۲ | اورنج کانتی                    | Don Durkett                         |                                 |
| ۲۰۰۶ | The Last Kiss                  | Professor Bowler                    |                                 |
| ۲۰۰۷ | برخورد کردن                    | Ben's Dad                           |                                 |
| ۲۰۰۷ | Walk Hard: The Dewey Cox Story | L’Chai’m                            |                                 |
| ۲۰۰۹ | سال یکم                        | آدم                                 | نویسنده، کارگردان، co-تهیه‌کننده |
| ۲۰۰۹ | Ghostbusters: The Video Game   | Dr. Egon Spengler                   | صداپیشه نویسنده                 |

## کارگردانی
- پادوی گلف (۱۹۸۰)
- National Lampoon's Vacation (۱۹۸۳)
- باشگاه بهشت (۱۹۸۶)
- روز گراندهاگ(موش خرما) (۱۹۹۳)
- Stuart Saves His Family (۱۹۹۵)
- کثرت (۱۹۹۶)
- تحلیل این (۱۹۹۹)
- مسحور (۲۰۰۰)
- تحلیل آن (۲۰۰۲)
- The Ice Harvest (۲۰۰۵)
- اداره (۲۰۰۶) (تلویزیونی)
- سال یکم (۲۰۰۹)